# Wie ein Sturmwind
Wie ein Sturmwind ist ein zum Jahresende 1956 entstandenes deutsches Filmmelodram von Falk Harnack mit Lilli Palmer, Ivan Desny und Willy A. Kleinau in den Hauptrollen. Der Film basiert auf einem Illustriertenroman des langjährigen Hörzu-Chefs Eduard Rhein, der diesen unter dem Pseudonym Klaus Hellmer veröffentlichte.

## Handlung
Die 15-jährige Ehe zwischen der lebenslustigen Marianne und ihrem Gatten Friedrich Eichler droht nach langen Jahren einzuschlafen. Friedrich ist ein gefeierter Maler und geht ganz in seiner Kunst auf. Kaum noch findet er die Zeit, sich um seine im verschlafenen Marburg vereinsamende Frau zu kümmern. Unter einem Dach lebt nicht nur beider 13-jähriger Sohn Horst, sondern auch noch der attraktive Viktor Ledin, der ebenso talentierte wie erfolglose Mal-Schüler Friedrichs. Während sich Friedrich in seinem Atelier quasi eingeschlossen hat, beginnt Marianne eine Affäre mit dem deutlich jüngeren Viktor. Beider Gefühle kommen über sie wie ein Sturmwind, wie der Filmtitel verheißt. Dies bleibt, da alle in einem Haus leben, nicht lange unbemerkt. Friedrich beginnt den Ehebruch seiner Gattin mit Nichtachtung derselben zu bestrafen, und auch beider Sohn und die Haushälterin Emmy beginnen Marianne zu schneiden. Viktor plant indes eine gemeinsame Zukunft mit der Gattin seines Lehrmeisters und versucht Marianne davon zu überzeugen, ihren Mann zu verlassen. 
Marianne entscheidet sich dazu, den nun emotional gänzlich erkalteten Friedrich hinter sich zu lassen und reist mit Viktor ins sonnige Italien ab. In Taormina lernt Viktor derweil die blutjunge Gina kennen. Das Liebesglück in Italien zwischen Viktor und Marianne findet nach der Heimkehr der beiden nach München seine Fortsetzung. Man lebt in sehr bescheidenen Verhältnissen, denn Viktors eigene Kunstwerke lassen sich nicht verkaufen. Um ihn moralisch aufzubauen, wendet Marianne einen Trick an: Sie gibt mehrere Gemälde Ledins einem Kunsthändler in Kommission und kauft eines der Bilder heimlich selbst. In dieser Galerie trifft Viktor wenig später Gina wieder, die ihn Marianne auszuspannen ersucht. Ledin gerät in Kontakt mit einem Kunstfälscher und wird von dessen Erfolg dazu verleitet, nun selbst unter die Bildfälscher zu gehen. Bald hat Viktor keine Geldsorgen mehr. 
Während Marianne ihren Geliebten vorübergehend verlässt, um einem Scheidungstermin vor Gericht nachzukommen, nutzen Gina und Viktor Marianne Abwesenheit für ein intimes Tête-à-tête. Marianne ist wenig erfreut, als sie die beiden bei ihrer Rückkehr in trauter Zweisamkeit überrascht. Um Viktor nicht zu verlieren, kauft Marianne heimlich ein weiteres Galerie-Bild Ledins. Trotz all ihrer Bemühungen wird ein Riss in Mariannes Beziehung zu Viktor bald unübersehbar, zumal dieser erfährt, dass Marianne die Käuferin seiner beiden Bilder war. Marianne erkennt, dass ihr Liebhaber ein halt- und charakterloser Zeitgenosse ist und zieht die Konsequenzen: Sie entscheidet sich zur Rückkehr zu ihrem ihr verzeihenden Gatten und ihrem Sohn, zumal dieser wegen der ehelichen Probleme seiner Eltern geraume Zeit zuvor versucht hat, sich das Leben zu nehmen.

## Produktionsnotizen
Die Dreharbeiten zu Wie ein Sturmwind begannen am 31. Oktober 1956 und endeten im Dezember desselben Jahres. Gefilmt wurde in den CCC-Film-Studios in Berlin-Spandau sowie in Taormina und München (Außendrehs). Die Uraufführung fand am 7. März 1957 in der Essener Lichtburg statt.
Horst Wendlandt übernahm die Produktionsleitung. Ernst Schomer und Hans-Jürgen Kiebach, assistiert von Fritz Maurischat, gestalteten die Filmbauten. Der französische Couturier Pierre Balmain, der bereits im Jahr zuvor (1955) Lilli Palmer für Teufel in Seide eingekleidet hatte, und Artur Brauners Gattin Maria entwarfen die Kostüme. Dieter Wedekind arbeitete unter der Chefkamera Friedl Behn-Grunds als einfacher Kameramann. Wolfgang Bellenbaum war Regieassistent.

## Kritiken
Im Lexikon des Internationalen Films heißt es: „Kolportagestoff im Illustriertenstil.“
Cinema nannte den Film „moralinsauer bis frauenfeindlich“.